# Маньчжурия (город)
Маньчжу́рия (монг. ᠮᠠᠨᠵᠤᠤᠷ ᠬᠣᠲᠠ, кит. упр. 满洲里, пиньинь Mǎnzhōulǐ) — городской уезд городского округа Хулун-Буир автономного района Внутренняя Монголия. Находится в 4 км от границы с Россией и в 6 км от Забайкальска; является крупнейшим сухопутным пограничным пунктом на китайско-российской границе и начальным пунктом китайской автомагистрали общенационального значения Годао 301.

## Административно-территориальный статус
Хотя в соответствии с официальной трёхуровневой схемой административно-территориального деления КНР Маньчжурия и является городским уездом (县级市), специально для неё правительством Внутренней Монголии введён особый уровень административного деления, отсутствующий в общекитайской системе: 准地级市 — «равный по статусу городскому округу»; управление этой административной единицей правительство автономного района доверило властям городского округа Хулун-Буир.

## Физико-географическая характеристика
Городской уезд Маньчжурия расположен в западной части городского округа Хулун-Буир в 190 км от его административного центра. На севере граничит с Россией, а на западе, юге и востоке — с другими частями округа.

## История
В разные эпохи с древнейших времён нынешнюю местность города населяли различные племена. В их числе хунну, дунху, чжурчжэни, кидани, сяньби, монголы и другие. Со времён империи Цин река Аргунь стала разделителем территорий России и Китая.
В 1901 году в соответствии с Российско-Китайским договором было закончено строительство Китайско-Восточной железной дороги, которая связала маньчжурские земли с Сибирью и Дальним Востоком. У границы возникла станция Маньчжурия, которая впоследствии выросла в город.
В 1909 году на этой территории был официально образован уезд Лубинь (胪滨县) провинции Хэйлунцзян. Рост населения на этой территории вызвал необходимость уточнения проведения границы; Цицикарский протокол 1911 года оставил эти земли за Китаем. После Синьхайской революции уезд Лубинь был упразднён.
В 1923 году был вновь образован уезд Лубинь, который вошёл в состав специальной административной единицы — Особого района Восточных провинций. В 1931 году началась оккупация китайского Северо-Востока японцами, которые в 1932 году создали марионеточное государство Маньчжоу-го, после чего Особый район Восточных провинций был переименован в Северо-Маньчжурский особый район. В 1933 году власти Маньчжоу-го упразднили уезд Лубинь. В 1935 году после того, как правительство СССР продало КВЖД, был упразднён Северо-Маньчжурский особый район. В 1941 году Маньчжурия получила статус города, непосредственно подчинённого правительству провинции Северная Синъань (которая в октябре 1943 года была объединена с рядом других провинций в провинцию Объединённая Синъань).
После образования в 1949 году автономного района Внутренняя Монголия город Маньчжурия оказался в составе аймака Хуна (呼纳盟). В 1953 году восток Внутренней Монголии был выделен в особую административную единицу, а Маньчжурия была подчинена напрямую правительству автономного района. В 1954 году город вошёл в состав аймака Хулун-Буир, в 1969 году вместе с аймаком вошёл в состав провинции Хэйлунцзян, в 1979 году вместе с аймаком вернулся в состав Внутренней Монголии.
В 1992 году Маньчжурия становится городом открытой торговли. В связи с этим, в период с 1992 по 1997 год в строительство города была инвестирована сумма, эквивалентная 2 миллиардам долларов. В 1996 году в Маньчжоули официально открылась Китайско-российская пограничная зона взаимной торговли.
В 2013 году часть городского уезда Маньчжурия была выделена в отдельный район Чжалайнор, подчинённый напрямую властям городского округа Хулун-Буир.

## Административно-территориальное деление
Городской уезд Маньчжурия делится на 4 уличных комитета и 1 посёлок.
| № | Название  | Название (кит.) | Статус          | Население чел. (2010) | На карте                         |
| - | --------- | --------------- | --------------- | --------------------- | -------------------------------- |
| 1 | Дуншань   | 东山街道办事处  | уличный комитет | 49 273                | 49°35′12″ с. ш. 117°29′25″ в. д. |
| 2 | Даобэй    | 道北街道办事处  | уличный комитет | 35 407                | 49°35′28″ с. ш. 117°27′27″ в. д. |
| 3 | Даонань   | 道南街道办事处  | уличный комитет | 33 533                | 49°34′41″ с. ш. 117°26′33″ в. д. |
| 4 | Синхуа    | 兴华街道办事处  | уличный комитет | 23 623                | 49°36′00″ с. ш. 117°25′19″ в. д. |
| 5 | Синькайхэ | 新开河镇        | поселок         | 7 676                 | 49°26′15″ с. ш. 117°45′31″ в. д. |

## Экономика
Экономика Маньчжурии главным образом основана на логистике, перевалке контейнеров железнодорожным транспортом, шоп-турах и выходном туризме. Здесь сосредоточено большое количество частных бутиков, магазинов, крупных торговых центров и отелей.
Маньчжурия является логистическим узлом «Экономического коридора Китай — Монголия — Россия» (транспортный коридор Далянь — Шэньян — Чанчунь — Харбин — Маньчжурия — Чита).
Через городской уезд проходит около 60 % всего экспорта Китая, который следует в Россию и другие страны Восточной Европы. Основными статьями экспорта через комплексную беспошлинную зону Маньчжоули являются строительное оборудование, новые и подержанные автомобили, бытовая техника. 
В 2020 году через КПП Маньчжоули на китайско-российской границе проехало 3 548 грузовых составов (+ 35,1 % по сравнению с предыдущим годом), которые перевезли 324 310 двадцатифутовых контейнеров (+ 37,6 %).
По итогам 2020 года внешнеторговый оборот комплексной бондовой зоны Маньчжоули удвоился по сравнению с 2019 годом, превысив 1,1 млрд юаней (около 170,5 млн долларов США). Через эту зону проходит три маршрута грузовых автоперевозок, которые соединяют внутренние районы Китая с Россией, Польшей и Италией.

### Промышленность
Важное значение имеет пищевая промышленность (в том числе переработка рапса, производство растительного масла и овсяных хлопьев), текстильная промышленность и производство стройматериалов. В Маньчжоули расположен пищевой комбинат Manzhouli Xinfeng Grain and Oil Industry.

## Транспорт

### Железнодорожный
Поскольку Маньчжурия является пограничным и таможенным пунктом, здесь находятся крупный грузовой железнодорожный терминал и пассажирский вокзал. Переход Маньчжурия — Забайкальск связывает Биньчжоускую железную дорогу с Забайкальской железной дорогой.
Через Маньчжурию проходят грузовые и пассажирские поезда  дальнего следования Пекин — Москва и другие. Также популярны туристские маршруты Маньчжурия — Чита, Маньчжурия — Иркутск, Маньчжурия — Улан-Удэ.
Маньчжурия является крупнейшим в стране сухопутным портом, через который проходит 30 % грузовых поездов, следующих по маршруту Китай — Европа. В июне 2022 года после реконструкции был сдан в эксплуатацию международный грузовой парк железнодорожного вокзала Маньчжурия (суточный объём перегрузки увеличился с 420 до 840 контейнеров).
По итогам 2022 года через КПП Маньчжоули прошло 4 818 грузовых поездов, курсировавших по маршрутам международных грузоперевозок Китай — Европа, что на 37,6 % больше, чем годом ранее. За этот ими было перевезено 382 058 стандартных контейнеров на общую сумму 48,66 млрд юаней (около 7 млрд долл. США).
По итогам 2023 года через КПП Маньчжоули прошёл в общей сложности 5 001 грузовой поезд, следовавший по маршрутам международных ж/д грузоперевозок Китай — Европа (+ 3% по сравнению с показателем 2022 года); кроме того, через этот погранпереход прошло 540 тыс. стандартных контейнеров (TEU) с товарами, прирост в годовом исчислении составил 16 %.

### Автомобильный
В Маньчжурии берёт начало автомагистраль общенационального значения Годао 301 и трасса S203.

### Воздушный
В 2004 году в Маньчжурии был построен аэропорт Сицзяо с одной взлётно-посадочной полосой, который находится в 9 км от центра уезда. Это позволяет добраться до центра Маньчжурии всего за 10 минут.
В 2009 году аэропорту присвоили статус международного, в связи с чем в Маньчжурию были открыты регулярные рейсы из Иркутска, Читы, Красноярска и Улан-Удэ.

## Культура
Ежегодно с февраля по март в Маньчжурии проходят праздники «Маньчжурский лёд» и «Снежный фестиваль». В городе установлен памятник Чжоу Эньлаю.

## Города-побратимы
По состоянию на апрель 2010 года Маньчжурия поддерживает культурные и экономические связи в ранге побратимских отношений со следующими городами:
- Чита, Россия.
- Краснокаменск, Россия.
- Улан-Удэ, Россия.
- Омск, Россия.
- Зеленогорск, Россия[13][14].